# Pablo Nassar
Pablo Nassar Bolaños (28 gennaio 1977) è un ex calciatore costaricano, giocava nel ruolo di difensore centrale.

## Carriera
Militò nel Götzis in Austria, nel Municipal Pérez Zeledón e nell'Alajuelense in Costa Rica. Con i manudos vinse i titoli del 2002 e del 2003.